# Tacurales
Tacurales é uma comuna da província de Santa Fé, na Argentina.